# Loredana Romito
Loredana Romito (Benevento, 11 gennaio 1965) è un'attrice italiana.

## Biografia
Tra i lavori di rilievo nazionale sono da ricordare la partecipazione al film Johnny Stecchino (1991) di Roberto Benigni, Riflessi di luce di Mario Bianchi (1988) e Fatal Temptation di Bob J. Ross (1988), in quest'ultimo ebbe il ruolo da protagonista.

## Filmografia

### Cinema
- Mezzo destro mezzo sinistro - 2 calciatori senza pallone, regia di Sergio Martino (1985)
- Morirai a mezzanotte, regia di Lamberto Bava (1986)
- Luci lontane, regia di Aurelio Chiesa (1987)
- Rimini Rimini - Un anno dopo, regia di Bruno Corbucci (1988)
- Snack Bar Budapest, regia di Tinto Brass (1988)
- Fatal Temptation, regia di Beppe Cino (1988)
- Kafka - La colonia penale, regia di Giuliano Betti (1988)
- Riflessi di luce, regia di Mario Bianchi (1988)
- Ciao ma'..., regia di Giandomenico Curi (1988)
- Transformer... e la bestia sorgerà dagli abissi (Transformations), regia di Jay Kamen (1988)
- Johnny Stecchino, regia di Roberto Benigni (1991)
- Le comiche 2, regia di Neri Parenti (1991)
- Annaré, regia di Ninì Grassia (1998)

### Televisione
- Doppio misto, regia di Sergio Martino – film TV (1985)
- Testimone oculare, regia di Lamberto Bava – film TV (1989)
- Classe di ferro – serie TV, episodio 2x08 (1991)